# パシフィックシーネットル
パシフィックシーネットル （Chrysaora fuscescens）は、ヤナギクラゲ属に属するクラゲの一種。カナダからメキシコまでの東太平洋に生息する。
和名：アメリカヤナギクラゲ（亜米利加柳海月）。

## 特徴
最大1m以上。傘の色が金色、触手が赤色なのが特徴。世界中の水族館ではアカクラゲ、アトランティックシーネットルと並んで非常に扱われることが多い。

## 分布
カリフォルニア州とオレゴン州の海岸沿いでよく見られるが、北はアラスカ湾、西は日本近海、南はバハ半島の海域に生息するものもいる。

## 大量発生問題と成長までの流れ
このクラゲは、クラゲ期の有性生殖とポリプ期の無性生殖の両方が可能。メスがオスから放出された精子を捕まえて、自分が産み、口の中に持っている卵子を受精させることから始まる。これらの受精卵はメスの口の腕に付着したままで、そこで平らな豆の形をしたプラヌラに成長する。花の形をしたポリプに成長すると、海に放たれ、固い表面に付着して無性生殖を行う。
太平洋ではこれの大量発生によって網にかかったりする問題が発生している。